# Thy Mighty Contract
Thy Mighty Contract es el primer álbum de larga duración de la banda griega de metal extremo Rotting Christ, lanzado a finales de 1993, sobre Osmose Productions.
Fue relanzado por Century Black en enero de 1998, con dos bonus tracks lanzados originalmente en el EP Apokathelosis y diferente portada.

## Canciones
1. "The Sign of Evil Existence" – 2:00
2. "Transform All Sufferings into Plagues" – 5:25
3. "Fgmenth, Thy Gift" – 4:29
4. "His Sleeping Majesty" – 3:33
5. "Exiled Archangels" – 5:07
6. "Dive the Deepest Abyss" – 5:50
7. "The Coronation of the Serpent" – 4:06
8. "The Fourth Knight of Revelation" – 6:49
9. "Visions of the Dead Lover" (bonus track en la reedición)
10. "The Mystical Meeting" (nueva versión, bonus track en la reedición)[2]

## Créditos
- Sakis "Necromayhem" Tolis - voz, guitarra
- George "Magus Wampyr Daoloth" Zaharopoulos - teclados
- Jim "Mutilator" Patsouris - bajo
- Themis "Necrosauron" Tolis - batería, percusión

## Estilo musical
Rotting Christ toca un estilo rápido de black metal al puro estilo griego, que era según el periodista de Allmusic Eduardo Rivadavia, "un estilo poco independiente de blastbeats muy furiosos", pero que muestra "un don para la melodía". Chad Bowar de About.com describe el estilo como el black metal, que "tomó una forma melódica, un formato poco pesado del heavy metal", con una "oferta limitada de ritmos bien rápidos y elaborados y sin riffs de tremolo".